# Riposte laïque
Pour les articles homonymes, voir Riposte.
Riposte laïque (RL) est un site web d'extrême droite créé en France en septembre 2007 qui se présente comme appartenant au mouvement laïc. À l'origine de plusieurs controverses (rapprochement avec l'extrême droite, participation à des actions communes avec le Bloc identitaire), le site consacre la plus grande partie de ses articles à une islamophobie virulente et à de la propagande pro-russe. L'actuel directeur de la rédaction de Riposte laïque est Guy Sebag, situé en Israël.

## Ligne éditoriale
Riposte laïque est un journal diffusé par le web et par courrier électronique. Créée en septembre 2007, cette publication déclare traiter principalement de la laïcité et de l'islam. Ses fondateurs revendiquent une antériorité dans les milieux laïcs et en particulier affirment provenir du journal en ligne Respublica, journal promouvant la laïcité, mais, lors d'une émission télévisée lignej@une du site arretsurimages.net organisée le 25 mai 2010, Bernard Teper, membre de la direction de Respublica, a fortement relativisé leur implication antérieure dans le mouvement laïc.
Le rapprochement de Riposte laïque avec Les Identitaires s'exprime notamment au cours d'actions ponctuelles, ou de fond, visant plus particulièrement l'islam. Le thème de l’islamisation de l’Europe, les dénonciations conjointes de « l’immigration-invasion » et de l’islamisation engendrent une dynamique, permettent aux identitaires de s'allier avec " les militants de Riposte laïque ou les rédacteurs du site internet dreuz.info, lié à l’association laïque pro-israélienne France-Israël".
Riposte laïque affirme n'être pas lié à un courant politique particulier : certains membres fondateurs, tel Pierre Cassen (qui fait régulièrement la promotion des thèses de Riposte laïque dans des réunions organisées par le B'nai B'rith ainsi que dans d'autres cercles), sont issus du Parti communiste français ou des mouvements trotskistes et se déclarent « de gauche », tandis que d'autres animateurs sont « de droite », anciens militants de Debout la République. Le site laisse également la parole à des rédacteurs se réclamant du Front national,.
Le journal en ligne Riposte laïque est de langue française. Cependant, depuis le 12 octobre 2012, il est édité par l’association « Riposte laïque Suisse » en raison des polémiques violentes qu'il suscite. Cette délocalisation ne le protège cependant pas contre toute conséquence judiciaire : ainsi, il est poursuivi en 2016 pour incitation à la haine.
Nicolas Lebourg affirme : « Ce n’est pas un hasard si Riposte laïque est le seul groupe d’extrême droite fondé par un noyau de gens venus de la gauche. On retrouve souvent, chez ceux qui sont passés au FN, une obsession pour l’unité, qui passe par le culte de l’État, de la laïcité appliquée à la société et plus seulement aux institutions publiques. Ils sont pris dans le mouvement de droitisation qui consiste à lire les questions sociales sous l’angle ethnique. Comme ils ne supportent pas la division de la société nationale, cela les amène à un choix politique autoritaire ».
Selon NewsGuard,, le site ripostelaique.com « a publié à plusieurs reprises des informations fausses et des théories du complot sur des sujets comme l'épidémie de coronavirus de 2020 et lʼincendie dʼavril 2019 qui a ravagé la cathédrale Notre-Dame de Paris ».
Libération indique en 2021 que le site de la fachosphère atteint une audience de trois millions de pages vues par mois. En 2023, Conspiracy Watch le classe parmi les 10 sites conspirationnistes francophones les plus consultés durant l'année 2022.

## Positions
La revue Respublica, organe du site Gauche républicaine, d'où est issu un seul membre fondateur du site, déclare à son propos :

« Riposte laïque se réclame du mouvement antiraciste. Mais, dans les faits, Riposte laïque ne défend que les victimes d’antisémitisme et de racisme anti-blanc. À cet égard, « l’antiracisme » de Riposte laïque est en parfaite concordance avec celui des Indigènes de la République, qui ne dénoncent le racisme que lorsque les victimes sont noires, arabes ou musulmanes. L’antiracisme affiché par Riposte laïque tient plus de la lutte clanique destinée à servir les intérêts d’un communautarisme blanc que du véritable combat antiraciste à portée universaliste. »

### Islamophobie
C'est le thème fédérateur ouvertement revendiqué et la « raison d'être » de Riposte laïque. Le journal affirme laisser la parole à des rédacteurs de sensibilités diverses, voire opposées. Par exemple, Riposte laïque se présente comme étant engagé dans le combat des femmes aux côtés de féministes de longue date comme Anne Zelensky, tout en s'associant, au nom du « combat contre l'islam », avec certains activistes anti-avortement comme Myriam Picard ; cette dernière affirme avoir rejoint Riposte laïque à la suite d'une agression dont elle aurait été la victime lorsqu'elle habitait à Perpignan, agression conduite par des jeunes d'origine étrangère, et qui l'aurait amenée à quitter la ville. De même, toujours au nom du « combat contre l'islam », ce journal a compté parmi ses collaborateurs Radu Stoenescu, auteur d'un livre exposant une thèse selon laquelle il y aurait une supériorité de principe du christianisme par rapport à l'islam. Cette attitude est présentée par Riposte laïque comme une nécessité imposée par le danger que représente, à ses yeux, l'islam. D'autres y voient, au contraire, la preuve que l'argument de la laïcité est un leurre utilisé par Riposte laïque pour entretenir une confusion idéologique et dissimuler des intentions politiques suspectes sans rapport avec la laïcité.
Riposte laïque adhère à la théorie d'Eurabia.

Selon Marc Jacquemain de l'université de Liège, 

« Riposte laïque se consacre totalement à la critique "crapuleuse" de l'islam. [L'auteur explique] utilise[r] cet adjectif normativement très chargé pour décrire un complexe de caractéristiques qui situent clairement ce site en dehors de l'imaginaire dominant au sein du champ laïc : pratique de l'insulte et de la dénonciation personnelle, amalgame systématique, appel à la haine et à la violence, utilisation d'une iconographie stigmatisante, le tout sur fond (mais en cela il n'est pas le seul) d'une théorisation largement conspirationniste […]. Le concept de laïcité ne reste guère à l'affiche : il renvoie immédiatement à l'identité nationale. La laïcité est, pourrait-on dire, une sorte de concept transitionnel. A peine a-t-il été convoqué qu'il est confondu avec la notion d'identité française. La "riposte" est donc surtout nationale. »

Selon le chercheur Per-Erik Nilsson, 

« RL présente les musulmans et l'islam comme essentiellement des autres, incompatibles avec la république française. […] La laïcité, par ailleurs, est présentée comme un projet social et politique, comme l'outil pour reconquérir la France d'une supposée occupation islamiste. »

### Affaire des «prières de rue» de la rue Myrha à Paris
À partir d'octobre 2009, Riposte laïque dénonce la tenue hebdomadaire, sur la voie publique, de prières musulmanes dans le quartier de la Goutte-d'Or (notamment rue Myrha), à Paris, qui d'après elle ne sont pas autorisées, et surtout seraient l'œuvre d'un complot destiné à affirmer par le fait accompli une invasion islamique en France. Pour appuyer cette thèse, Riposte laïque met en ligne des « reportages vidéo » de l'un de ses collaborateurs (désigné sous le pseudonyme de « Maxime Lépante », une référence à la bataille de Lépante, en 1571, opposant une coalition chrétienne à l'Empire ottoman) et affirme que ces vidéos montrent des véhicules immatriculés en banlieue dont les conducteurs participeraient à ces prières, et qui viendraient précisément dans le but d'augmenter les fidèles dans la rue pour donner l'image d'une invasion islamique. Cependant, aucun élément de preuve n'est avancé pour démontrer une volonté de nuire à l'ordre public ainsi que la constitution d'une collusion d'individus venus en dehors de Paris dans le but de simuler une invasion; d'autre part, les reportages de journalistes dépêchés dans la rue Myrha n'indiquent aucune tension sociale particulière générée par les occasionnelles prières de rue. Montée de toutes pièces, cette affaire assurera néanmoins une audience médiatique aux thèses du site et sera reprise par les milieux politiques. L'un des principaux collaborateurs du site, Pascal Hilout, est ainsi auditionné le 2 décembre 2009 à l'Assemblée nationale par la mission d'information sur le port du voile intégral.

### Évolution de la ligne éditoriale et accointance avec le Bloc identitaire
En 2010, Riposte Laïque vient alors à coorganiser avec le mouvement d'extrême droite Bloc identitaire un « apéro saucisson-pinard ». L'événement, prévu pour le 18 juin 2010 dans le quartier Barbès et faisant suite à la vague des apéros géants de mai 2010, ne sera pas autorisé par la préfecture et se déroulera finalement aux Champs-Élysées. Le projet avait reçu le soutien d'Ivan Rioufol, Éric Zemmour, Joachim Véliocas. La coorganisation avec le Bloc identitaire a provoqué des accusations de proximité avec l'extrême droite.

### Autre filiale proche
RL est à l'origine de l'association Résistance républicaine afin de lutter « contre l'Islamisation de la France ». Sa présidente Christine Tassin, ex-chevènementiste puis à Debout la France, elle déclare vouloir organiser plusieurs actions, parmi lesquelles des « occupations de locaux, manifestations, actions coups de point, interpellations d'élus ».
En 2010, des membres de Riposte laïque sont signataires d'une pétition lancée pour l'abrogation de la loi Gayssot aux côtés de Dieudonné et de nombreux militants d'extrême droite. Le 18 décembre 2010, Riposte laïque organise avec plusieurs associations, dont le Bloc Identitaire, les « Assises sur l'islamisation de l'Europe », colloque islamophobe organisé à Paris, lors duquel intervient, entre autres, le député suisse de l'UDC Oskar Freysinger,.

### Rapprochement avec d'autres mouvements identitaires ainsi que PEGIDA
En janvier 2015, Riposte laïque et Résistance républicaine se joignent à Renaud Camus et au Bloc identitaire pour lancer une section française de PEGIDA, mouvement allemand anti-islam.
Peu après les attentats contre Charlie Hebdo, Riposte laïque décide d'organiser une manifestation appelant à mettre les « islamistes hors de France » mais celle-ci est interdite. 
Le dimanche 7 juin, les premières « Rencontres Charles Martel » se tiennent à Poitiers. Déjà annoncées depuis plusieurs mois par Riposte laïque, elles sont organisées par une association inconnue jusqu'à maintenant baptisée « Le Cercle des Chats Bottés » et dirigée par Jacques Soulis, contributeur de Riposte laïque. Participent des nationalistes comme Carl Lang, Roland Hélie et des identitaires comme Richard Roudier (proche de Roland Hélie et de sa formation, la Nouvelle Droite populaire) ainsi que Pierre Vial, le fondateur de Terre et Peuple, un mouvement ouvertement païen et racialiste, et également l'un des dirigeants de la NDP. Le souverainiste Paul-Marie Coûteaux, fondateur du SIEL et animateur sur Radio Courtoisie, est aussi présent. Une délégation de Génération identitaire participe à l’événement. 
À la suite de l'attentat en Isère de juin 2015, Riposte laïque organise un nouveau rassemblement parisien. Plusieurs mouvements radicaux appellent à rejoindre cette manifestation, tels que le Parti de la France, la Nouvelle Droite populaire de Carl Lang et Roland Hélie, qui fait un rapport sur son site, désormais habitués des manifestations organisées par cette mouvance. Selon le site BuzzFeed, Résistance républicaine a sollicité « une quinzaine de gros bras tatoués et rasés » pour éviter tout débordement avec les passants.
Pour Michel Eltchaninoff, rédacteur en chef adjoint de Philosophie Magazine, le rapprochement de Riposte laïque avec le Bloc identitaire « n'est pas sans rappeler la dialectique fasciste de dépassement du clivage traditionnel droite-gauche au nom de la lutte contre des ennemis censés menacer la communauté nationale tout entière. Autre point commun avec la pensée fasciste : si elle ne vise pas une supposée race ni une ethnie, l'aversion envers l'islam oppose les civilisations, tranche sans gêne au cœur des grandes représentations symboliques, piétine et insulte les croyances collectives et individuelles au nom de fantasmes historiques : infiltration, invasion, domination. »

## Photomontages et canulars
À plusieurs reprises, Riposte laïque a relayé sur son site des canulars réalisés à partir de photomontages montrant de faux islamistes en tenue de combat rajoutées sous Photoshop à des photographies, notamment à la suite des attentats du 13 novembre 2015 à Paris.
La veille du 11 novembre 2017, le site diffuse l'information sans fondement que le gouvernement entendrait remplacer les sépultures des anciens combattants de la Première Guerre mondiale par des carrés musulmans, alors que la loi du 29 décembre 1915 concernant les lieux de sépulture accorde aux soldats morts pendant la guerre une sépulture perpétuelle.

## Controverses

### Affaire «Sylvie François» et «apéro saucisson-pinard»
En 2010, Riposte laïque relaye les propos d'une personne se faisant appeler « Sylvie François », présentée comme étant à l'origine de l'« apéro saucisson-pinard », et qui affirme être une habitante du quartier de la Goutte-d'Or à Paris. Un journaliste de Canal+, Paul Moreira, mène une enquête dans un documentaire intitulé « Islam, antéchrist et jambon-beurre », diffusé en 2011 sur Canal+ dans laquelle il conclut que l'affaire dans sa totalité est un mensonge monté par le Bloc identitaire et Riposte laïque et que « Sylvie François » n'a pour le moins jamais habité le quartier et est probablement en fait un personnage inventé.

### Poursuites judiciaires
Le 23 mars 2012, deux des responsables de Riposte laïque, Pierre Cassen et Pascal Hilout, ont été condamnés par le tribunal correctionnel de Paris à des peines d'amende pour provocation à la haine envers les musulmans. Le président-fondateur de l'association, Pierre Cassen, a été condamné à 4 000 euros d'amende et Pascal Hilout, membre de l'association et auteur d'un des textes poursuivis, à 1 500 euros d'amende. Les deux hommes devront, en outre, verser solidairement à la Ligue des droits de l'homme (LDH) 1 500 euros de dommages et intérêts ainsi que 2 000 euros de frais de justice,,.
Les propos concernés par ces condamnations étaient deux éditoriaux postés sur le site de l'association le 11 octobre et le 12 décembre 2010, dont l'intitulé du second était : « Occupation : bien sûr que les prières dans la rue, les voiles, le halal et les mosquées sont des symboles d'occupation et de conquête. »
Au total, ils sont condamnés à verser 12 200 euros. En effet, ils devront, en plus, donner un euro à titre de dommages et intérêts et 800 € de frais de justice aux autres associations parties civiles : Ligue internationale contre le racisme et l'antisémitisme, Association de défense des droits de l'Homme, SOS Racisme, Mouvement contre le racisme et pour l'amitié entre les peuples, associations également financées par le gouvernement. Enfin, la condamnation devra être publiée sur la page d'accueil du site durant trois mois.
Le 2 juillet 2014, Christine Tasin est condamnée par la justice à la suite d'une plainte du comité de Coordination contre le racisme et l'islamophobie pour « incitation à la haine raciale ». Le tribunal la condamne à 3 000 € d'amende pour des propos tenus le 15 octobre 2013 en marge de la fête de l'Aïd el-Kebir et en particulier pour avoir déclaré : « Oui je suis islamophobe et alors ? La haine de l'islam j'en suis fière. L'islam est une saloperie […], c'est un danger pour la France,. » Elle est relaxée en appel.
Le 18 novembre 2014, Christine Tasin est condamnée à 1 000 € d'amende, dont cinq cents avec sursis, par la 17e chambre du tribunal de grande instance de Paris, pour incitation à la discrimination contre les musulmans. Elle fait appel. 
Le 6 avril 2016, la 17e Chambre du Tribunal de Grande Instance de Paris condamne le directeur de la publication, le Suisse Alain Jean-Mairet, à 5 000 euros d'amende pour provocation à la haine envers les musulmans. Il lui est reproché d'avoir publié, en octobre 2014, un texte signé Salem Bennamar et intitulé «Et si l'islam était le culte de la perversion sexuelle et morale?» qualifié par les juges de «diatribe violente contre les musulmans, auxquels il prête des perversions inhérentes à leur seule appartenance religieuse »,.

### Rumeur du 9-3
Fin 2013-début 2014, Riposte laïque défend la « rumeur du 9-3 ».

### Primaire des Républicains de 2016
Lors du second tour de la campagne pour la primaire des Républicains de 2016, Alain Juppé a mentionné Riposte laïque comme étant l'un des relais d'une campagne de diffamation à son égard (RL est à l'origine du sobriquet « Ali Juppé », censé synthétiser la position de celui-ci vis-à-vis de l'islam en France) et a pointé du doigt le soutien de RL à François Fillon. Celui-ci a déclaré « ne pas connaître Riposte laïque », tout en la qualifiant d'« association », mot qui n'a pas été prononcé par Alain Juppé, mais qui correspond bien au statut légal de RL,,.

### Plainte pour injures publiques, menaces et propos sexistes
En février 2023, dans le contexte d'articles portant sur l'installation de migrants à Callac, une journaliste de France 3, ainsi que France Télévisions, portent plainte « contre X et contre le site Riposte Laïque pour injures publiques, menaces et propos sexistes ». La plainte fait suite à des commentaires sur le site Riposte Laïque placés sous un texte signé d'un candidat Reconquête aux dernières législatives dans les Côtes-d'Armor.

### Accusation d'antisémitisme
Sarah Benichou de Mediapart considère que des slogans utilisés par des membres du site défendant l'idée d'un Grand remplacement perpétuent une « vieille grammaire antisémite française ».

## Membres contributeurs réguliers du site web

### Fondateurs
- Christine Tasin, passée par plusieurs partis politiques, dont le Parti socialiste pendant plusieurs années, le Mouvement républicain et citoyen, durant quelques mois, et Debout la République quelques semaines. Présidente de Résistance républicaine, elle copréside Riposte laïque[57] à partir du 21 septembre 2007. Bien que demeurant contributrice régulière de Riposte laïque, elle n'est plus membre de la rédaction depuis le mois de mai 2013 en raison d'un désaccord[58] avec Riposte laïque sur la loi Taubira (mariage homosexuel).
- Pierre Cassen, membre fondateur, rédacteur en chef, copréside Riposte laïque[57] à partir du 8 septembre 2007 ; il a milité au Parti communiste français, à la Ligue communiste révolutionnaire, à la Confédération générale du travail et à l'Union des familles laïques, qu'il a jugée trop bienveillante à l'égard de l'islam[36],[59].

### Contributeurs réguliers
- Pascal Hilout, ancien vice-président du « Mouvement des musulmans laïques de France »[60].
- Annie Sugier, présidente de la Ligue du droit international des femmes, qui a quitté Riposte laïque à l'été 2010[61].
- Anne Zelensky, féministe, agrégée et présidente de la Ligue du droit des femmes.
- Robert Albarèdes, retraité, ancien professeur agrégé de Lettres modernes, animateur des « Laïcs en réseau »[62].
- Michèle Vianès, marraine et fondatrice de l'un des comités locaux de Ni putes ni soumises.
- Dominique Cadorin, alias Roger Heurtebise (à partir du 21 octobre 2007) mort en 2014[63].
- Marie-José Letailleur, présidente de l'Association familiale laïque de Champs-sur-Marne[64].
- Radu Stoenescu, écrivain d'origine roumaine, auteur de l'ouvrage Le Christianisme expliqué à un musulman, passé au mouvement La Droite libre aux côtés d'Alexandre del Valle[65].
- Alain Dubos, pédiatre et écrivain, vice-président de Médecins sans frontières de 1981 à 1987.
- Myriam Picard.
- Michel Ciardi, l'une des figures de la Fondation du 2-Mars, ancien responsable du Mouvement républicain et citoyen (MRC), fondateur de l'Union des Français Juifs, membre du comité de soutien à la candidature de Marine Le Pen à l'élection présidentielle 2012[66] (à partir du 24 janvier 2011).
- Alain Jean-Mairet

### Autres
- Les éditoriaux sont signés du pseudonyme « Cyrano », qui recouvre plusieurs auteurs (Pascal Hilout, Pierre Cassen…).